# Beförderungsklasse

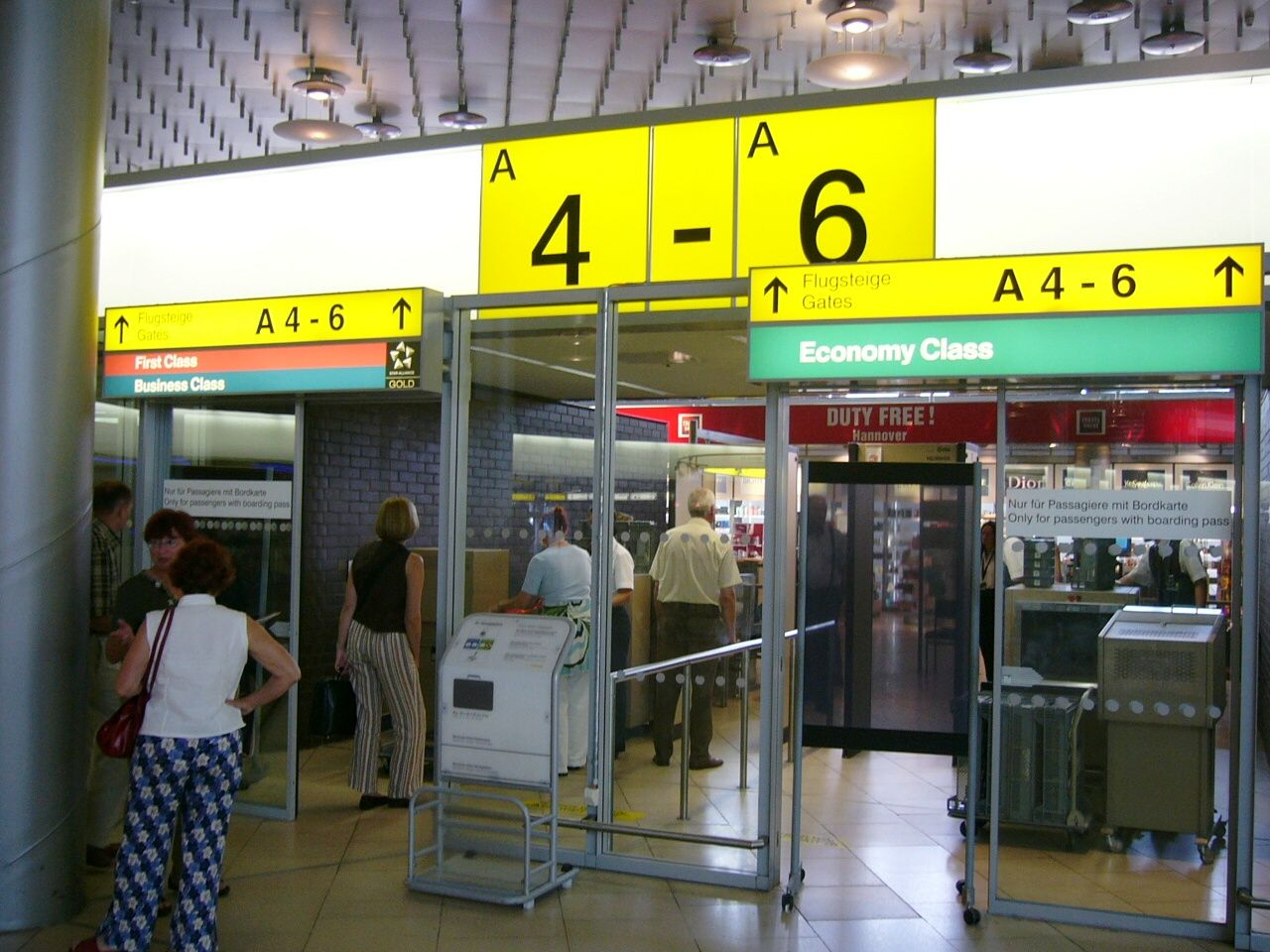
Unterscheidung der Passagiere nach Beförderungsklassen beim Betreten des Passagierbereiches

Als Beförderungsklasse (englisch class of carriage) wird im Transportwesen die Einteilung des Personen- und Güterverkehrs in mehrere, nach Preisen und Leistungen abgestufte Klassifizierungen bezeichnet.
Im Personen- und Gütertransport ist es weltweit üblich, das Niveau der Dienstleistungsqualität für eine bestimmte Transportleistung nach Preisklassen zu staffeln, um unterschiedliche Zahlungsbereitschaften der Kunden zu nutzen. Je höher die Preisklasse, umso höher ist der Kundennutzen.
Je nach Verkehrsträger werden folgende Beförderungsklassen unterschieden:

## Eisenbahn

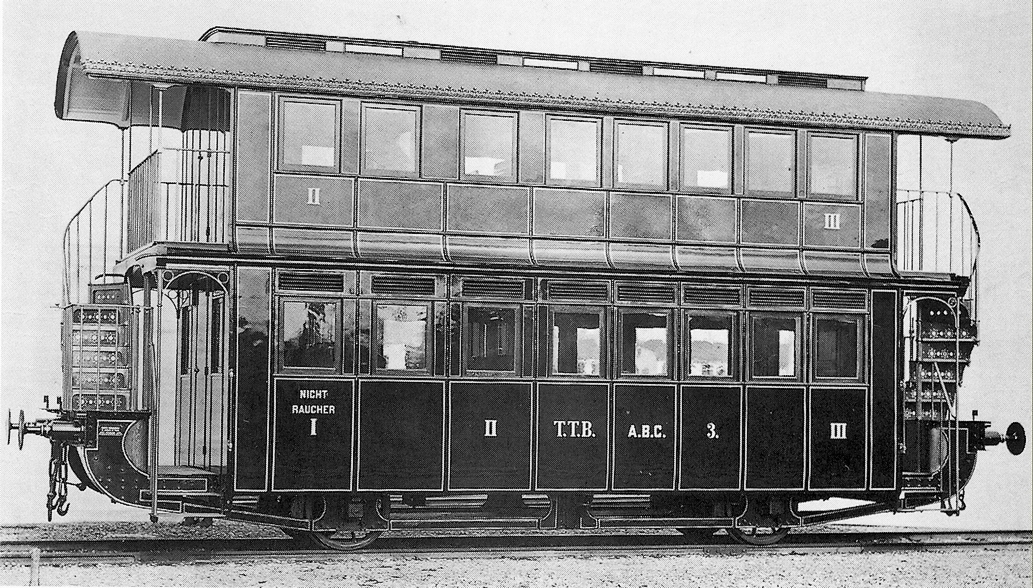
Doppelstockwagen der Tösstalbahn mit drei Wagenklassen (1875)

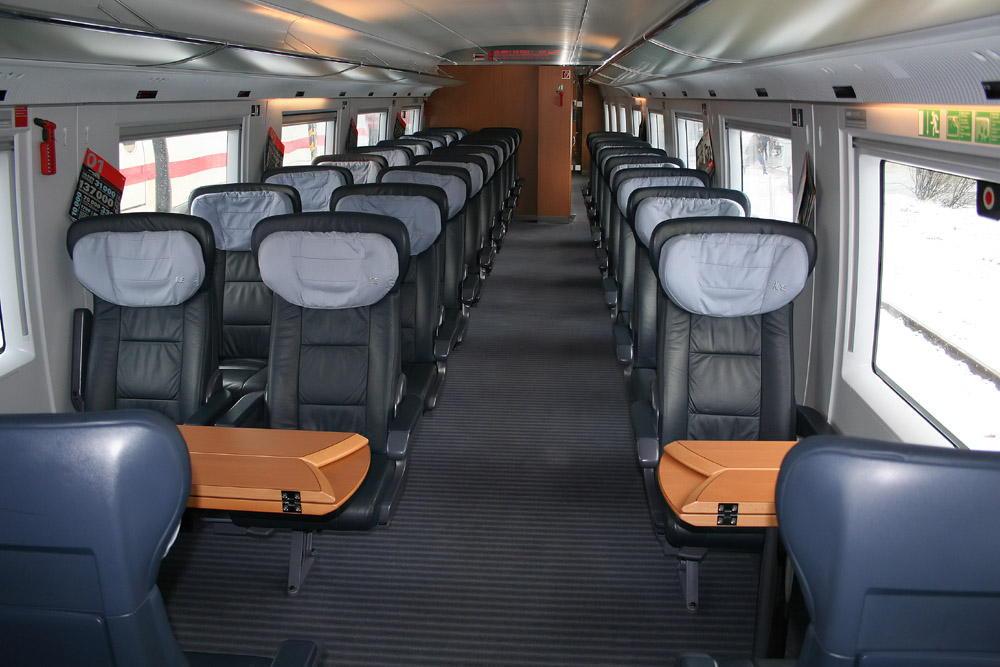
Erste Klasse im ICE 3 (März 2006)

Im Eisenbahnwesen wird anstatt von der Beförderungsklasse speziell von der Wagenklasse gesprochen. Nach der Erfindung der Eisenbahn galt in Deutschland im April 1858 ein Drei-Klassen-System als „fast allgemein üblich“. In den Industriestaaten wird heute im Regelfall zwischen zwei Wagenklassen unterschieden, der ersten und zweiten Klasse. Diese unterscheiden sich im Komfort und den zusätzlichen Leistungen. Entweder befinden sich die Klassen in unterschiedlichen Eisenbahnwagen oder in einem Waggon durch abgetrennte Abteilwagen. Zusätzliche Leistungen sind Erste Klasse-Wartehallen oder WLAN-Anschlüsse. Beförderungsklassen gibt es nicht nur im Fernverkehr, sondern auch im ÖPNV.
In einigen Staaten der Dritten Welt sind noch Eisenbahnen mit vier oder mehr Wagenklassen unterwegs wie in Indien. Indian Railways unterscheidet zwischen sieben Klassen von Passagierzügen, auf den Hauptstrecken sind meist vier Klassen vorhanden. Die billigste – in der die meisten Inder reisen – ist die zweite Klasse ohne Reservierung (englisch second seating) mit Holzbänken (daher der deutsche Ausdruck „Holzklasse“ für die Holzbänke in der dritten Klasse der Reichsbahn bis 1935), darüber zweite Klasse Schlafwagen mit Reservierungspflicht (englisch sleeper class) mit sechs Polstersitzen, die sich in Liegen verwandeln lassen. Es folgt die erste Klasse mit Sesseln (englisch chair car) meist in Schnellzügen. Frauenwaggons (englisch Ladies Compartment) gibt es in Nachtzügen.

## Luftverkehr

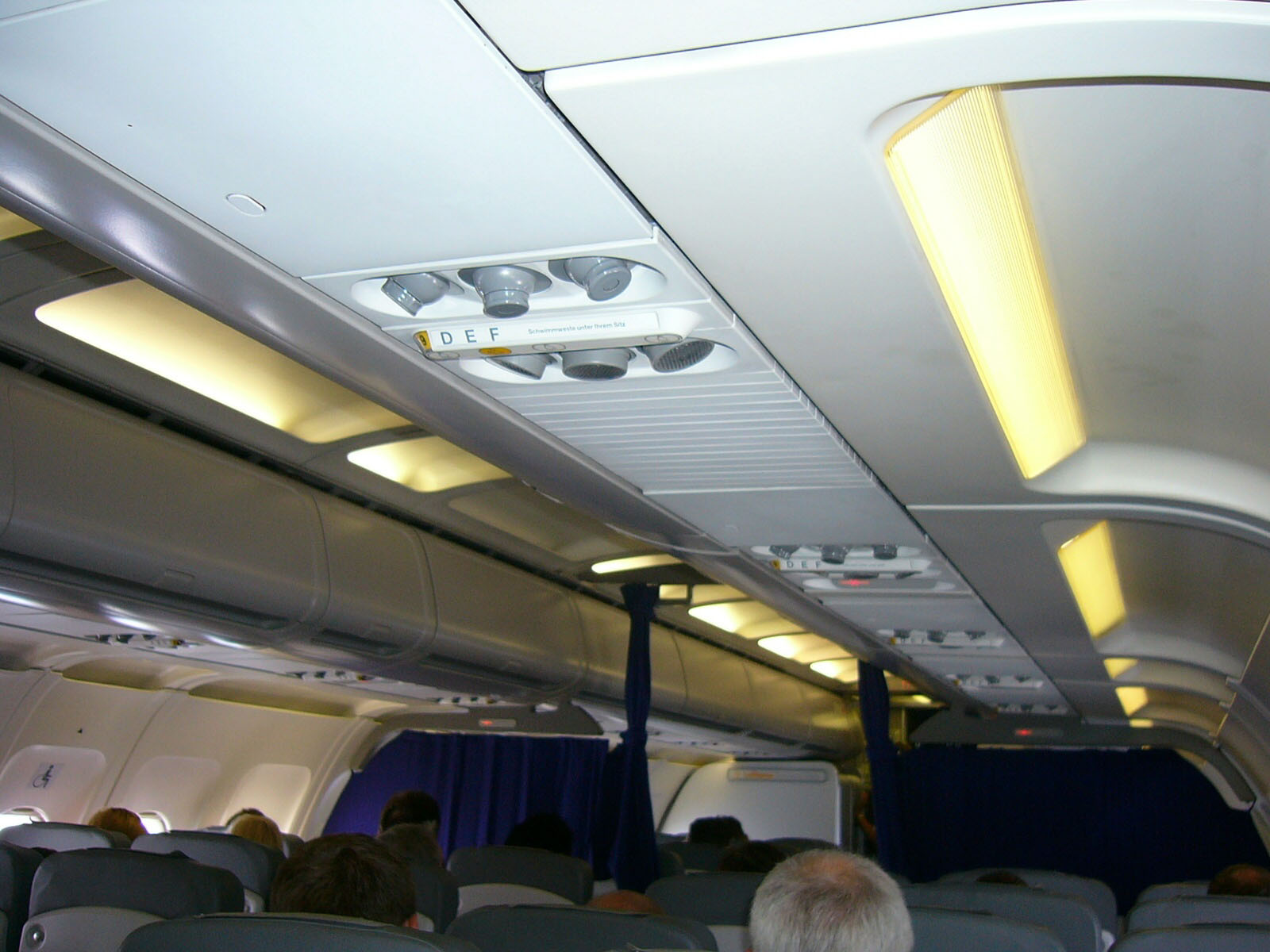
Movable Class Divider (MCD) – Abgrenzung der Economy- von der Business-Class per Vorhang (Lufthansa Airbus A320-200)

In Passagierflugzeugen gibt es im Regelfall drei Hauptklassen, die erste Klasse (englisch first class; oft nur bei Langstreckenflügen), zweite Klasse (englisch business class) und Touristenklasse (englisch economy class; im Volksmund auch Holzklasse). Im Laufe der Zeit führten einige Airlines noch Zwischenklassen ein, die sich nur in wenigen Details von den Hauptklassen unterscheiden. Bei Billigfluggesellschaften oder Charterfluggesellschaften und auf Kurzstrecken gibt es meist sogar nur eine Beförderungsklasse. In höheren Klassen ist mehr Freigepäck erlaubt, eine Betreuung erfolgt in Lounges, es gibt größere Sitzabstände und breitere Sitzplätze sowie eine höhere Qualität und größeren Umfang der Serviceleistungen (eigene Check-in-Schalter, Pre-Boarding). Die Klassen werden durch abgetrennte Kabinenteiler (englisch Movable Class Divider, MCD) eingerichtet. Durch Verschieben der MCDs können Sitzplatz-Kapazitäten innerhalb der Klassen geändert werden. Auf Langstreckenflügen gibt es häufig eine vierte Abstufung zwischen Economy- und Business Class, die als „Economy Plus“ oder „Premium Economy“ vermarktet wird. Billigfluggesellschaften führen meist Einklassenflüge durch, verlangen jedoch oft Aufpreise für bevorzugte Sitzplätze z. B. mit mehr Beinfreiheit.

### First Class

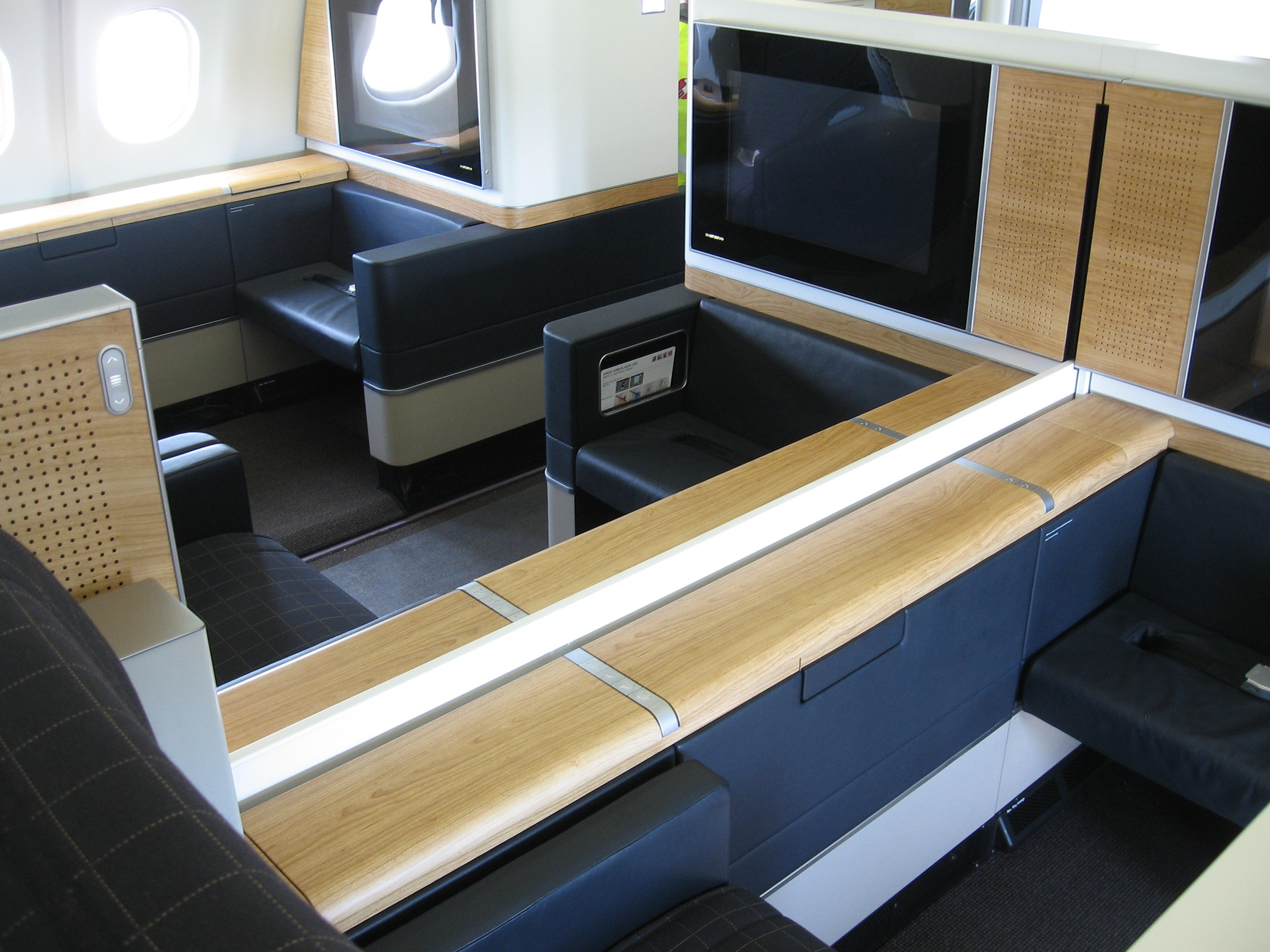
Erste Klasse in einer Airbus A330 der Swiss, 2009, bei gesenkter Trennwand

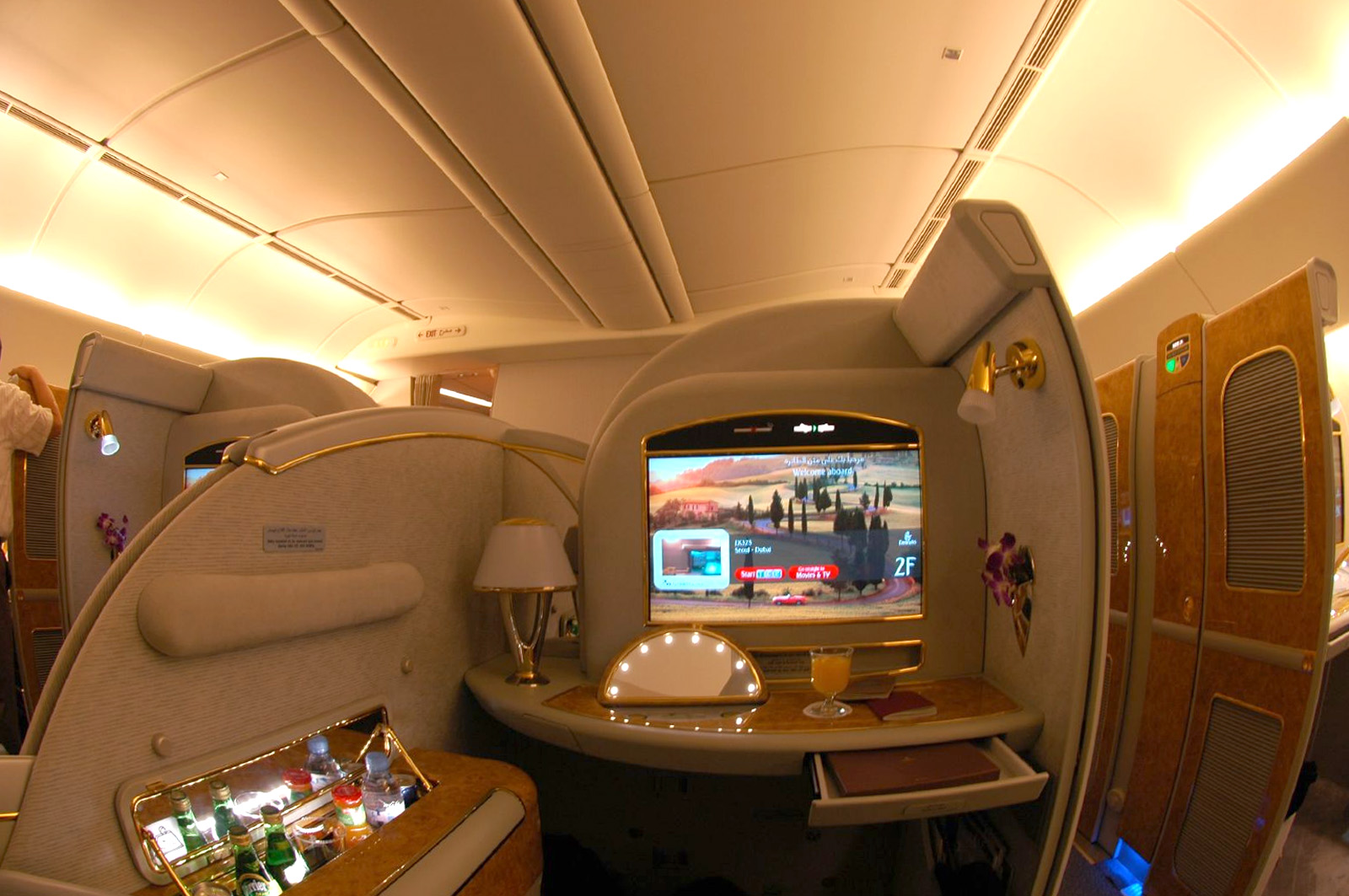
First Class in „Suite“-Bauform mit Einzelkabinen (Emirates Boeing 777-200LR)

Die First Class ist die höchste Beförderungsklasse. Sie wird meist nur auf Langstreckenflügen in Großraumflugzeugen wie Boeing 747, Boeing 777, Airbus A340, Airbus A350, Airbus A380 oder gar nicht angeboten, bietet alle Service- und Komfortleistungen der Business Class und zusätzlich noch einige Besonderheiten, ohne die dort beschriebenen Kompromisse zum Platzsparen. Meist sind die Sitze der Ersten Klasse aus exklusiven Materialien wie Leder und Edelholz gefertigt. So beträgt der Sitzabstand bei Langstreckenflügen der Lufthansa in der First Class mehr als zwei Meter, 1,5 Meter in der Business Class und 79 cm in der Economy Class. Das Gewicht der Zusatzeinbauten für die First Class erhöht den Treibstoffverbrauch, und erfordert teils den Einbau von Gegengewichten im hinteren Teil des Flugzeugs.
Hauptanforderung ist, die durch eine Flugreise verursachten Unannehmlichkeiten im Rahmen des technisch Machbaren – unter Inkaufnahme erheblicher Mehrkosten – zu minimieren. Nach Möglichkeit soll sogar die Reise zum Erlebnis werden, z. B. durch Spitzengastronomie an Bord. Der Preis für einen Platz in der First Class ist in der Regel mindestens doppelt so hoch wie in der Business Class und zum Teil zehnmal so hoch wie in der Economy Class. Außerdem variiert das Angebot stark, je nach Flugstrecke, Flugzeugtyp und Fluggesellschaft.

#### Suites
Manche Fluggesellschaften, wie beispielsweise Singapore Airlines im Airbus A380, bieten eine noch höhere Beförderungsklasse als die First Class an, mit geschlossenen Einzel- und Doppelkabinen mit vollwertigen Betten – diese werden oft als Suite bezeichnet und verfügen über eine verschließbare Tür. Teilweise sind aber auch diese Kabinen aus Sicherheitsgründen von oben einsehbar. Etihad bietet seit 2015 mit The Residence erstmals ein ganzes Apartment mit eigener Dusche in einem kommerziellen Flugzeug an.

### Business Class

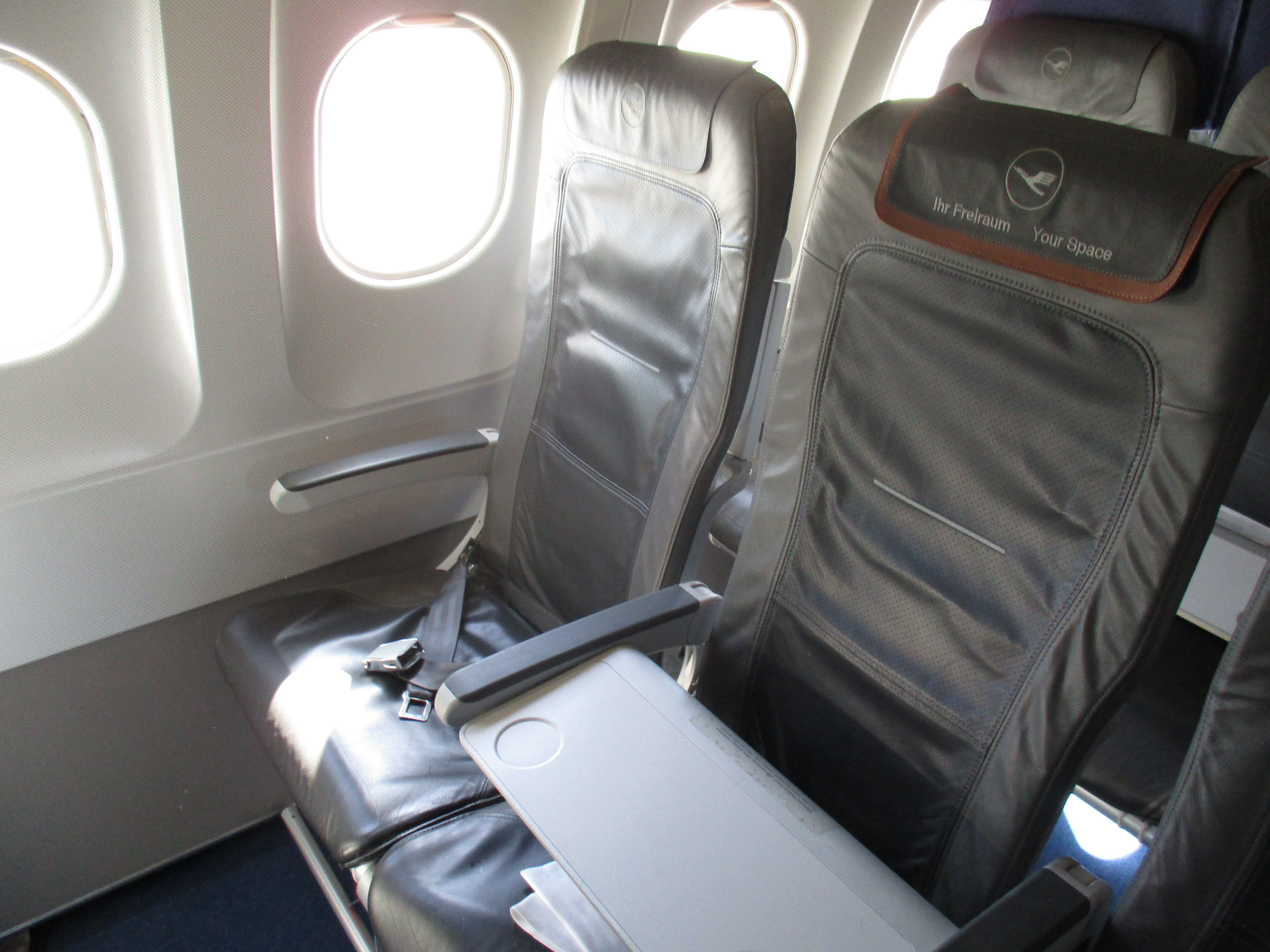
Ein Sitz der Business Class in einer A321 auf der Kurz- und Mittelstrecke

Die Business-Klasse ist die zweithöchste Beförderungsklasse und speziell auf Geschäftsreisende ausgelegt. Hauptanforderung ist, den Reisenden ausgeruht ans Ziel zu bringen, ihm unterwegs das Arbeiten zu ermöglichen und den Zeitaufwand zu minimieren. Business bietet gegenüber der Economy-Klasse ein erhöhtes Angebot an Service-Leistungen sowie eine bessere Qualität und eine größere Auswahl an Speisen und Getränken. Business-Class-gebuchte Passagiere können z. B. vor dem Flug an speziellen für diese Buchungsklasse reservierten Schaltern einchecken, an einer separaten Warteschlange an der Sicherheitskontrolle warten („Security Fast Lane“) und in Lounges Platz nehmen, erhalten während des Fluges eine höherwertige Verköstigung und nach dem Flug ihr Gepäck vor den Passagieren der Economy Class („Priority Baggage“).
Auf Langstreckenflügen besteht häufig die Möglichkeit, den Sitz in eine Liege umzuwandeln, um den Fluggästen Schlaf zu ermöglichen. Die dafür erforderlichen großen Sitzabstände würden jedoch zu einer zu geringen Kapazität führen, daher gibt es mehrere Methoden, um Platz zu sparen und den Fluggästen dennoch Nachtruhe und eine private Atmosphäre zu ermöglichen. Früher waren die Liegen häufig nicht horizontal, sondern leicht geneigt, sodass die Beine unter dem Vordersitz Platz haben (Angled lie-flat seats, Beispiel Lufthansa). Einige Fluggesellschaft bauen auch schräg angeordnete Sitze ein (Herringbone- oder Fischgräten-Anordnung), die eine horizontale Liegeposition und direkten Zugang zu jedem Platz vom Gang ermöglichen, jedoch den Ausblick zum Fenster und die Kommunikation zwischen den Reisenden erschweren (Beispiel Air Canada). Eine weitere Möglichkeit ist, dass die Sitze in einer 1-2-1 Konfiguration positioniert sind. Wenn die Sitze in einer 180° Position („flat bed“) sind, so werden die Beine unter den seitlich gelegenen „closet“ des Vordermannes positioniert. Dies ermöglicht einen extra Stauraum für den Passagier aufgrund seines „closet“ und einen direkten Zugang zum Gang, (Beispiele Etihad, Thai Airways). Eine weitere Sitzanordnung ist die sogenannte „v-Konfiguration“, in der man zwei Sitze hat, die entweder voneinander oder zueinander geneigt sind. Wenn diese Sitze nun zu einem Bett gemacht werden, so finden die Füße des Passagieres unter dem „closet“ der Vordermänner Platz. Dieser „closet“ befindet sich zwischen dem „v“, (Beispiele: Qatar Airways, Lufthansa). Bei British Airways sind die Hälfte der Sitze rückwärts angeordnet, damit man eine 2-4-2 Konfiguration erhält.
Auf Inlandsflügen sind die Economy- und Business-Class-Plätze hingegen öfter nur mit einem Vorhang voneinander getrennt und unterscheiden sich nicht erheblich hinsichtlich der Sitze oder des Sitzabstands. Häufig kommt es stattdessen vor, dass der Mittelplatz einer Dreierreihe freigehalten wird. Bei den renommierten mitteleuropäischen Fluggesellschaften ist das sogar die Regel. Die Mittelplätze sind bei dreireihiger Bestuhlung dann z. B. mit einem Tisch überbaut, bei ausschließlich zweireihiger Bestuhlung wird jeweils der Gangplatz nicht belegt. Mit diesem erhöhten Dienstleistungsgrad ist ein höherer Flugpreis im Vergleich zur Economy verbunden. Außerdem variiert das Angebot an Annehmlichkeiten stark zwischen verschiedenen Flugzeugen, Flügen und Fluggesellschaften.

### Economy Class

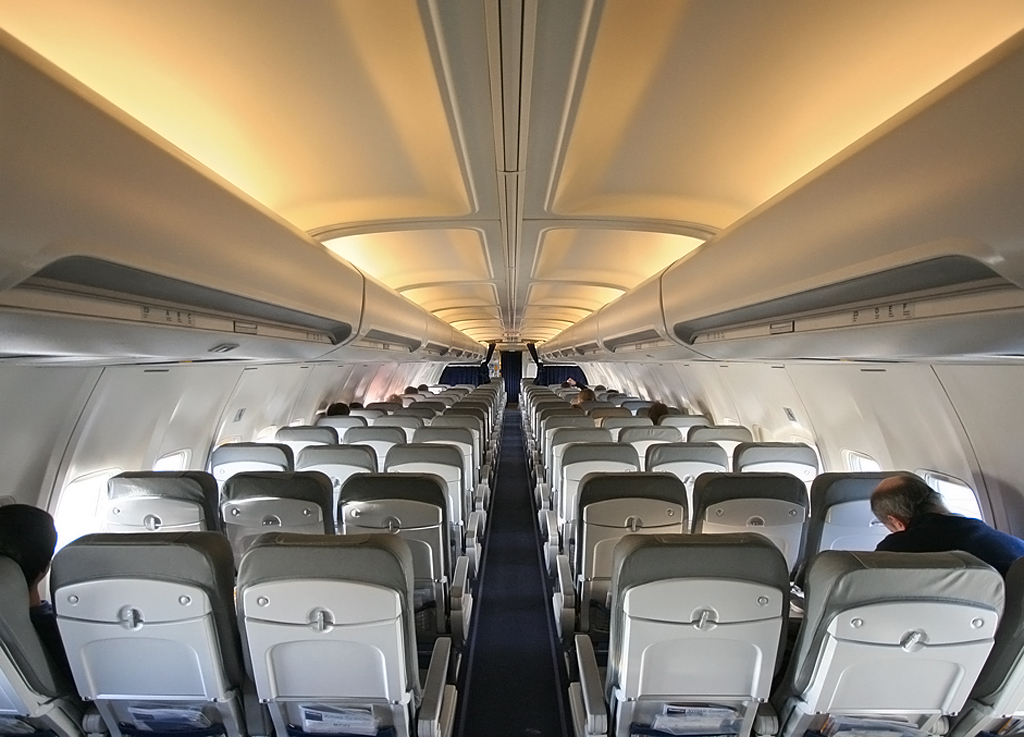
Kabine der Economy Class einer Boeing 737 der Lufthansa in einer inzwischen ersetzten Version

Die Economy Class oder kurz Economy ist die niedrigste Beförderungsklasse. Hauptanforderung ist, möglichst viele Passagiere bei möglichst geringen Kosten zu befördern. Die Economy beinhaltet daher nur wenige Service- und Komfortleistungen. Auf einem Flug sind häufig über 71 % der verfügbaren Sitzplätze für Economy-Buchungen reserviert, bei Billigfluggesellschaften oder Charterfluggesellschaften und auf Kurzstrecken gibt es meist sogar nur diese eine Beförderungsklasse. Economy-Class-Plätze sind außerdem häufig in ihren Preisen gestaffelt: Früh eingehende Buchungen erhalten einen günstigen Tarif, während Buchungen, die eingehen, wenn der Flug beinahe ausgebucht ist, teurer ausfallen können. Außerdem variieren die verschiedenen Preiskategorien in ihrer Flexibilität. Ein billiges Ticket kann meist nicht oder nur zu hohen Zusatzkosten umgebucht oder storniert werden, während in teureren Tarifen diese Änderungen kostengünstiger oder kostenlos sind. Auf Langstrecken bieten die meisten Fluggesellschaften für jeden Fluggast einen persönlichen Bildschirm an, auf dem er individuell Filme und Musik auswählen kann. Bei älteren Flugzeugen gibt es diesen Bildschirm teilweise nicht, dafür können in der Regel Filme über mehrere Monitore an der Kabinendecke gesehen werden. Auf Langstreckenflügen erhält ein Economy-Fluggast seltener als in der Business und First Class kostenlose Pflegeprodukte, meistens jedoch ein Kissen, Kopfhörer für das Entertainmentsystem,  eine Decke und manchmal auch Socken. Bei fast allen Langstreckenflügen gibt es auch in der Economy Class je nach Flugdauer eine oder mehrere kostenlose Mahlzeiten sowie alkoholische und alkoholfreie Getränke.

#### Economy Plus
Einige Fluggesellschaften bieten spezielle Sitze im vorderen Bereich der Economy Klasse an. Diese Sitze zeichnen sich aber oftmals nur durch etwas mehr Beinfreiheit oder eine größere Auswahl an alkoholischen Getränken aus und stellen keine eigene Kabinenklasse dar. Zur Unterscheidung werden diese Sitze oftmals mit „Economy Plus“ und nicht mit „Premium Economy“ bezeichnet.

#### Premium Economy Class

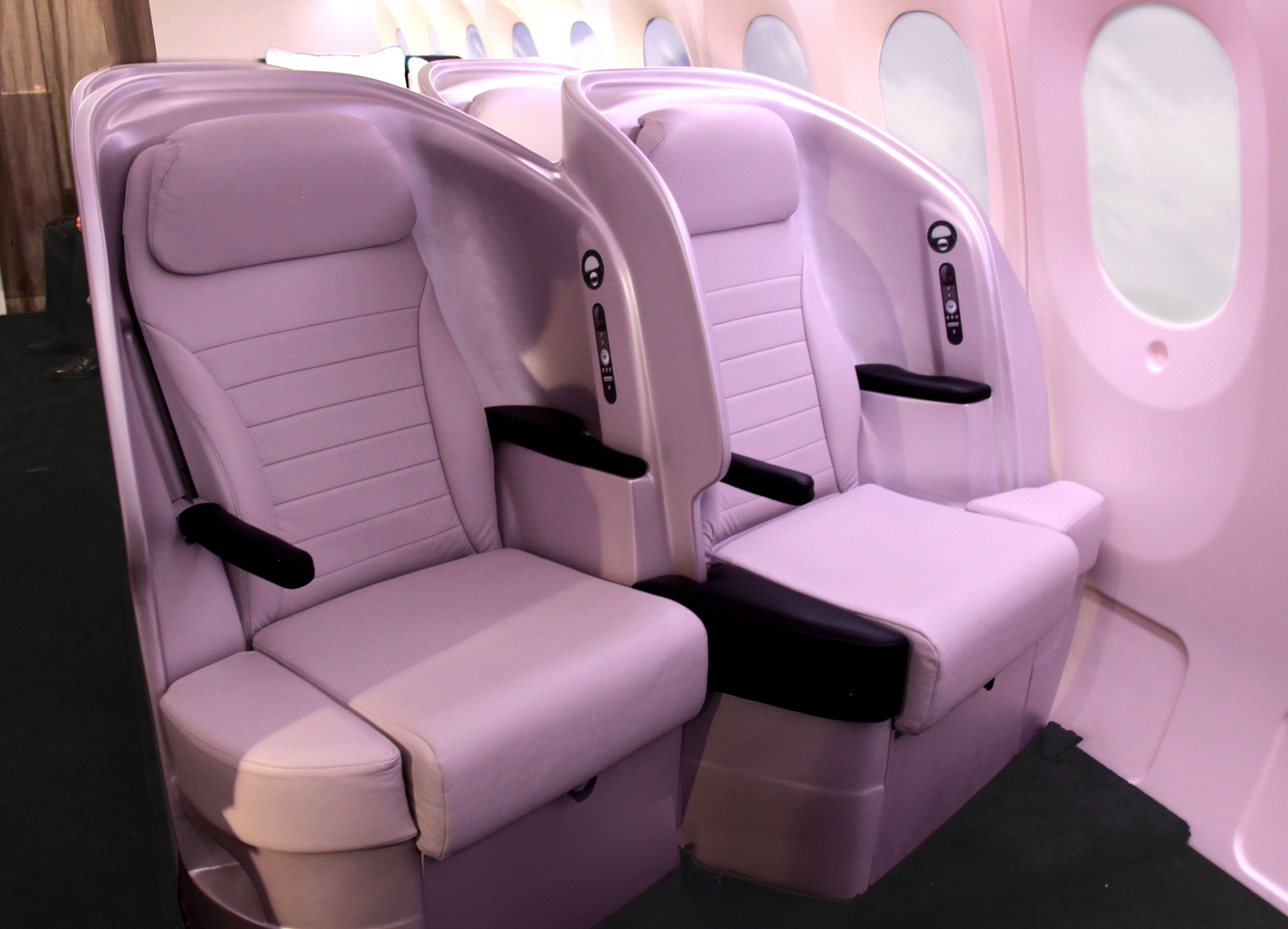
Premium Economy der Air New Zealand

Bereits 1991 bot EVA Air aus Taiwan eine vierte Klasse, die Elite Class bzw. Evergreen Deluxe Class an. Über die Jahre folgten andere Fluggesellschaften diesem Beispiel und planten bei Neubestellungen einiger Flugzeugtypen die Premium Economy Class mit ein. Weltweit bieten derzeit über 50 Fluggesellschaften diesen Service an. Die Premium Economy Class unterscheidet sich von Fluggesellschaft zu Fluggesellschaft. 10 bis 15 cm mehr Beinfreiheit als in der Economy Class und bequemere Sitze sind die Regel. Hinzu kommen Extra-Leistungen wie erhöhte Freigepäckmengen, bevorzugter Check-in und Boarding, ergonomisch geformte Sitzschalen, verstellbare Kopf- und Beinstützen, In-flight Entertainment, LCD-Touchscreen, Versand und Empfang von E-Mails und SMS, kostenfreies WLAN, 110-V-Steckdose, Satellitentelefon im Sitz, Menüauswahl serviert auf Porzellan, Reisenecessaire usw.

### Buchungsklassen
Nicht zu verwechseln mit der Beförderungsklasse ist die Buchungsklasse, die daneben etwa auch von dem gebuchten Tarif und anderen Parametern abhängt. Sie geht zwar mit demselben Komfort einher, spielt aber eine Rolle bei den Fristen für die Vorausbuchung, Tarifwechsel, Stornierung, Umbuchung, Meilenhöhe bei Vielfliegerprogrammen oder Prioritäten auf einer Warteliste.
Um einer Flugbuchung eine Buchungsklasse zuzuordnen, werden Buchungsklassen-Codes verwendet, die so genannten Class Codes oder Buchungscodes. Die Class Codes treten in der Regel nicht öffentlich auf, werden jedoch auf den Flugtickets und Bordkarten aufgedruckt, entweder als einzelner Buchstabe oder als Großbuchstabe aus mehreren Sternchen zusammengesetzt. Die Class Codes stimmen nicht immer auf allen verfügbaren Dokumenten exakt überein. So kann auf dem Flugticket ein Class Code Y (für Economy) angegeben sein, während auf der Bordkarte jedoch M aufgedruckt wird. Auf der Bordkarte wird teilweise nur der Buchstabe für die Beförderungsklasse angegeben (M oder Y – Economy, C oder J – Business, F – First). Dass es mehrere Codes für die verschiedenen Klassen gibt, ist durchaus Absicht: Wie die Codes letztlich eingesetzt werden, hängt alleine von der jeweiligen Fluggesellschaft ab. Dabei ist man bemüht, die Codes innerhalb einer Luftfahrtallianz anzugleichen. So kann ein Code-Y-Sitzplatz z. B. für 50 € vergeben werden, wohingegen ein Code-M-Sitzplatz 120 € kostet – trotzdem sind beides Economy-Plätze.
Andererseits muss ein eingesetzter Code auch keine besondere Aussage über irgendwelche Qualitätsmerkmale haben. Die Buchungscodes können zudem eine unterschiedliche Vergütung in Vielfliegerprogrammen bewirken: Im Miles-&-More-Programm der Lufthansa werden beispielsweise interkontinentale Flüge der Klasse Y (Economy) mit der 1,5-fachen Entfernung vergütet, in der Klasse W wird dagegen nur der halbe Entfernungswert angerechnet. Bei der LH-Tochter Germanwings waren manche Buchungsklassen komplett vom Meilensammeln ausgeschlossen.
Die Buchungsklassen haben im Rahmen des Yield-Managements der Luftfahrtunternehmen auch noch eine andere Funktion: Mit jeder Buchungsklasse sind bestimmte Reisebedingungen verbunden, die durch die Fluggesellschaften nicht immer veröffentlicht werden. Insbesondere die Frist zwischen Buchung und Ausstellung des Flugscheins, Umbuchungsmöglichkeiten, Vorausbuchungsfristen und Aufenthaltsvorgaben haben einen direkten Einfluss auf den Flugpreis.

## Schiffsverkehr

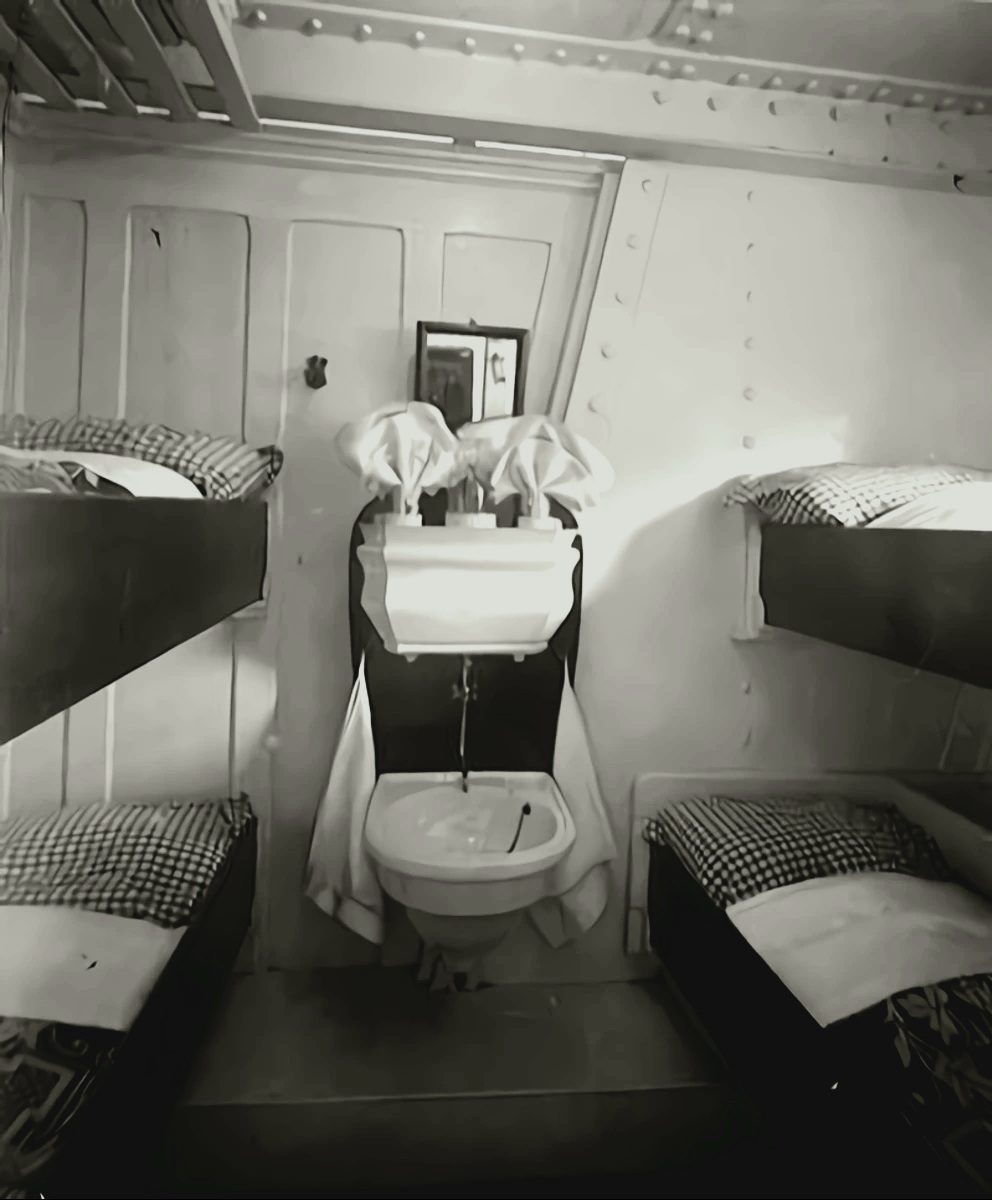
Kabine der dritten Klasse der Titanic (1911/1912)

Die ersten Kreuzfahrtschiffe wurden generell nach dem Einklassenkonzept betrieben, wobei alle Bereiche und Einrichtungen an Bord allen Passagieren zur Verfügung standen. Unterschiede – auch im Preis – gibt es heute zwischen Größe, Ausstattung und Lage (Außen- oder Innenkabinen) der Kabinen.
Als erstes Linienschiff bediente ab Oktober 1807 der Raddampfer Clermont die Strecke zwischen New York City und Albany. In Europa startete im September 1812 das erste Linienschiff („Komet“) in Glasgow Richtung Fort William. In der Passagierschifffahrt über den Atlantik waren die ersten Linienschiffe in räumlich streng abgetrennte Beförderungsklassen mit jeweils eigenen Einrichtungen (wie Restaurants) unterteilt. Die berühmte Titanic – beim Stapellauf im Mai 1911 das größte Schiff der Welt – hatte drei Beförderungsklassen. Der größte Raum des Schiffes war der Speisesaal der ersten Klasse, zu der unter anderem auch zwei Cafés, ein Rauchersalon und eine Turnhalle gehörten.

## Güterverkehr
Auch im Güterverkehr gibt es je nach Transportgut, dessen Wert, Gewicht oder Transportweg unterschiedliche Tarife (Expressgut, Massengut, Schüttgut, Stückgut).

## Wirtschaftliche Aspekte
Höhere Beförderungsklassen sorgen – bei ansonsten noch verfügbaren niedrigeren Klassen – für höhere Umsatzerlöse. Das Management der Beförderungsklassen wird vom Ertragsmanagement eines Verkehrsunternehmens oder sonstigen Dienstleistungsunternehmens durchgeführt. Dazu erfolgt eine Marktsegmentierung mittels Preisdifferenzierung nach Zahlungsbereitschaft der Kunden. Die Marktsegmentierung wird nach verschiedenen Zielgruppen vorgenommen, die eine homogene Zahlungsbereitschaft aufweisen (etwa Billigflieger des Massentourismus, Mittelschicht mit Individualtourismus, Geschäftsreisende mit Vielfliegerprogramm). Entsprechend zahlen Kunden mit geringer Zahlungsbereitschaft niedrige und Kunden mit hoher Zahlungsbereitschaft hohe Preise. Eine Preisdifferenzierung (2. Grades) liegt vor, weil dieselbe Dienstleistung (beispielsweise ein Nonstopflug für die Flugstrecke Frankfurt am Main – San Francisco) erbracht wird und alle drei Beförderungsklassen mit identischer Flugzeit das Flugziel erreichen. Eine Preisdifferenzierung ist im Luftverkehr auch innerhalb einer Beförderungsklasse durch Buchungsklassen möglich.
Im Regelfall tritt niederwertige Nachfrage (etwa im Tourismus) sehr früh und höherwertige Nachfrage (Geschäftsreisende) sehr spät auf. Um zu verhindern, dass Kapazitäten (Sitzplatz-Kontingente) frühzeitig durch den Tourismus ausgebucht werden und damit hochwertige Nachfrage verdrängt wird, werden hochwertige Kontingente rechtzeitig gesperrt. Kommt es dennoch bei niederen Beförderungsklassen zu einer Überbuchung, kann diese gegebenenfalls durch Upgrading (ohne Aufpreis) ausgeglichen werden.